# باشگاه فوتبال بمبئی
باشگاه فوتبال بمبئی (انگلیسی: Mumbai F.C.) تیم سابق حرفه‌ای فوتبال در بمبئی هند بود که در آی-لیگ به رقابت می‌پرداخت. این باشگاه در سال ۲۰۰۷ تأسیس شد و در سال ۲۰۱۷ این باشگاه منحل شد.